# Альварес, Виктор
Ви́ктор Гилье́рмо А́льварес Дельга́до (исп. Víctor Guillermo Álvarez Delgado; род. 14 марта 1993, Барселона) — испанский футболист, защитник.

## Биография
Начал заниматься футболом в детской команде «Сантвисенти», в 2001 году перешёл в молодёжную команду «Барселоны», где провёл шесть лет, был на хорошем счету и считался подающим надежды игроком, однако из-за расхождения во взглядах в 2007 году решил сменить команду и перешёл в «Эспаньол». Там прошёл через юношескую и молодёжную команды, в 2010 году стал игроком второй команды клуба, которая выступала в Терсере, четвёртом по значимости дивизионе Испании.
В конце сезона 2010/11 тренер первой команды «Эспаньола» Маурисио Почеттино стал привлекать Альвареса к играм основного состава. 6 марта 2011 года он дебютировал в чемпионате Испании, выйдя на замену в концовке матча с «Леванте». Следующие полтора года Альварес выступал в основном за вторую команду. Осенью 2012 года Почеттино доверил молодому защитнику место в основном составе, на котором прежде играл опытный Жоан Капдевила. Альварес сыграл девять матчей, после чего на должность главного тренера был назначен Хавьер Агирре, который снова сделал Альвареса запасным, который тем не менее продолжал считаться перспективным игроком, и весной 2013 года с ним был заключён новый четырёхлетний контракт.
В мае 2013 года у Альвареса было выявлено сердечно-сосудистое заболевание, которое потребовало операции и длительной реабилитации. В состав «Эспаньола» он вернулся лишь в ноябре, после чего играл нерегулярно, проведя лишь семь матчей в сезоне 2013/14. В следующих двух сезонах Альварес играл гораздо чаще, став основным левым защитником «Эспаньола», и в нескольких матчах выводил команду на поле в качестве капитана. В июле 2016 года на одной из предсезонных тренировок Альварес серьёзно травмировал левое колено, из-за чего пропустил начало сезона 2016/17. В начале сезона 2017/18 перешёл в клуб российской премьер-лиги «Арсенал» (Тула). Первый гол забил 11 августа 2019 в матче против «Уфы». В 2021 году перешёл в кипрский «Пафос», по окончании сезона 2020/21 покинул команду.